# 持参金 (落語)
持参金（じさんきん）は古典落語の演目。別題に不思議の五円、金は天下のまわり物。上方落語の逆さの葬礼（さかさのそうれん、さかさのそうれい）の前半部分を切り出して1つの噺としたものである。初代桂南天が三代目桂米朝に教え、また米朝が立川談志と三遊亭圓龍に教えて東京に移したという。
原話の逆さの葬礼は「葬礼」部分を上方では「そうれい」と読み、江戸では「そうれん」と読む。3場面から構成されており、このうち最初の1場面が持参金にあたる。2つ目の場面が題の逆さの葬礼にあたる部分だが、3つ目の場面に関連して捨米（すてこめ）という別題もある。この2場面目の逆さの葬礼の原話が明和9年江戸板『譚嚢』の「弔ひ」であり、捨米の原話が明和4年頃の江戸板『友達ばらし』の「あか子」である。

## あらすじ

### 持参金
長屋に住む不精な男は、以前5円（現在の貨幣価値として10万円などと演じる場合もある）を借りた友人から突然返済を求められる。ある時払いの催促なしという条件だったはずだと抗議するが、友人も急ぎ入用になり、今日中に必要になったと弁明する。友人が去った後、今度は世話好きで知られる長屋の大家がやってきて縁談話を持ちかける。話を聞けば、相手の女性は器量（容姿）が悪く、さらに妊娠までしていると言い、男はそんな女と結婚する奴がいるかと返すが、大家は持参金が5円もらえると付け加える。それを聞いて男は友人のためを思い、縁談を受けることを決め、ただし今日中に持参金を渡すことを条件をつける。大家は承諾し、喜んで帰る。
しばらくして再び友人が現れ、金の用意はできたかと聞く。男は用意のあてはできたとして、友人にどうして大金が必要になったかを問う。すると、友人は酔った勢いで器量の悪い女と寝てしまい、それが妊娠までしてしまったという。それを大家に相談したところ、持参金を用意すれば、それで別の男との縁談をまとめてやると答えた。ここで男は今回の縁談話の正体に気づく。友人はそういうわけで大家に持っていくために早く金を出して欲しいというが、男も大家が金を持ってこなければ出せないと答え、「金がぐるぐる回るな」というボヤきに対して、「金は天下のまわりものだな」とオチる。

### 逆さの葬礼
結局、手ぬぐいを5円に見立て回すことにしたが、男、友人、大家の間を回ってしまうだけになる。そのうち、友人の声を聞いた女が産気付いてしまい、子供を生むが産後が悪く亡くなる。男は急ぎ早桶（粗末な棺桶のこと）を買い、慌てすぎて女を逆さまに入れて寺へと持っていく。寺の小坊主が遺体の髪を剃るため、桶の蓋を開けて中を見ると驚き、和尚に伝えてに行く。和尚は男に「この方を弔うことはできない」と伝える。なぜだと聞く男に、和尚は「この仏には首がない」とオチる。

### 捨米
男の元には赤子が残されるが、これが奇妙な顔だと言って捨ててしまう。そのまま赤子は亡くなり、その遺体が見つかる。
見つけた男が「子めが捨ててある」と言うと、それを聞いた男が「米なら欲しい」と答える。「いや、赤子めだ」と訂正するが、「赤米でもかまわん」と言う。苛立って「人だ」と強く言うが（訛りで「しとだ」になる）、「なんだ四斗（しと）なら、二斗ずつわけよう」とオチる。

## サゲのバリエーション
持参金では、五円（ごえん）とかけて「不思議な御縁（ごえん）だな」と落とすものがある。